# Popular Film
Popular Film fue una revista catalana de divulgación de cine internacional y español publicada en lengua castellana.

## Historia
Fundada en Barcelona y con periodicidad semanal, apareció por primera vez el 5 de agosto de 1926 y dejó de publicarse el mes de agosto de 1937 por las causas derivadas de la situación creada por la guerra civil española.

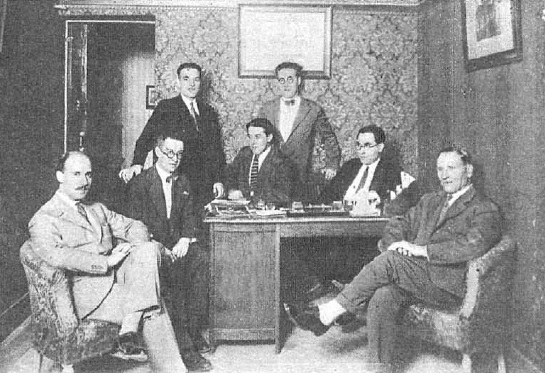
Santos y otros periodistas de la revista reunidos en 1927 con directivos de una productora cinematográfica.

Su director literario hasta agosto de 1934 fue Mateo Santos Cantero. A partir de este año lo sustituyó Lope F. Martínez de Ribera. La revista se caracterizó por una impresión siguiendo el procedimiento de huecograbado.
En sus once años de existencia, mostró el mundo pintoresco de Hollywood y polemizó sobre el cine como hecho artístico y como base para la industria. Los adelantos de la historia cinematográfica entre los años 1926 y 1937 quedaron reflejados en las páginas del semanario que con el tiempo se convirtió en un documento histórico de lo que pasó en aquellos años:
- El paso del cine mudo al hablado
- Mejor definición de los géneros cinematográficos.
- Culminación del cine alemán en la corriente expresionista.
- Estreno de las películas de Charles Chaplin: 
  - Luces de la ciudad (1931)
  - Tiempos modernos (1936)

El cine español fue lo más discutido, analizado, criticado, despreciado o alabado por un equipo de periodistas cinematográficos entre los que se encontraban: Luis Gómez Mesa, Juan Piqueras, Aurelio Pego, Armand Guerra, Antonio Guzmán Merino y Lope F. Martínez de Ribera.
Una vez proclamada la Segunda República Española en 1931, empezó a escribir la llamada generación de Popular Film, un conjunto de jóvenes entre 17 y 20 años que escribían con el intento de mejorar el cine e inculcar al público la necesidad de ver un gran cine. Junto con Mateo Santos Cantero, compartieron una idea común, el afán de conseguir un Cine Social. Esta generación estaba formada por José Castellon Díaz, Rafael Gil, Alberto Mar, Sylvia Mistral, Juan M. Plaza, Pedro Sánchez Diana, Luis M.Serrano, Carlos Serrano de Osma, José G. de Ubieta y Augusto Ysern.

## Secciones de la revista

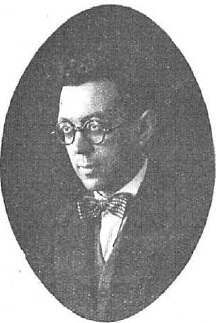
Mateo Santos, primer director de la revista.

Popular Film publicaba, en la portada y contraportada, fotografías de actrices y parejas cinematográficas de la época.
La revista se estructuraba con un primer artículo editorial, secciones dedicadas a las novedades españolas y extranjeras (corresponsales en Nueva York, París, Berlín), monográficos sobre películas con fotografías de escenas y argumento. También incluía artículos de opinión y moda femenina.
| Año  | Fecha      | Nmr. | Protagonista de la portada                                          |
| ---- | ---------- | ---- | ------------------------------------------------------------------- |
| I    | 08/05/1926 | 1    | Mary Pickford y Douglas Fairbanks                                   |
| II   | 06/01/1927 | 23   | Drácula                                                             |
| III  | 05/01/1928 | 75   | Louise Brooks                                                       |
| IV   | 14/02/1929 | 133  | Brita Appelgreen                                                    |
| V    | 09/01/1930 | 180  | Fay Wray                                                            |
| VI   | 07/05/1931 | 247  | Jeanette MacDonald en la película Monte Carlo                       |
| VII  | 28/01/1932 | 285  | Catalina Bárcena                                                    |
| VIII | 01/05/1933 | 334  | Joan Crawford y Clark Gable                                         |
| IX   | 01/04/1934 | 386  | Mae West y Cary Grant en la película No soy un ángel                |
| X    | 10/01/1935 | 438  | Merle Oberon y Leslie Howard en la película La Pimpinella Escarlata |
| XI   | 09/01/1936 | 490  | Pilar Muñoz en la película La hija de Juan Simon                    |
| XII  | 07/01/1937 | 541  | Irene Dunne en la película Los pecados de Teodora                   |
| XII  | 01/04/1937 | 553  | Jean Harlow, Glenda Parrel, Khate Von Nagy, Mae Clarke              |

## Repositorio
La Filmoteca de Cataluña que, conserva la revista digitalizada en su repositorio, con 9286 fotografías de actrices, actores, directores, películas, rodajes, tanto españolas como extranjeras, muchas de ellas acuñadas. También incluye información facilitada por las distribuidoras sobre los films o sobre los actores.